# Hai-Klasse
Hai-Klasse ist die Bezeichnung für eine Serie von U-Jagd-Booten des Projekts 12, die für die Volksmarine entwickelt und gebaut wurde. Die anfangs als U-Boot-Jäger bezeichneten Schiffe wurden später als Kleine U-Bootabwehr-Schiffe (UAW-Schiffe) klassifiziert.

## Entwicklung
Die Schiffe wurden als Ersatz für die Boote der SO-1-Klasse (Projekt 201M) entwickelt. Vor dem Beginn der Serienfertigung wurden ab 1961 zunächst zwei Prototypen vom VEB Peenewerft Wolgast gebaut:
Projekt 12.1V (Hai I)
Das Schiff war 48,7 m lang und hatte eine Verdrängung von 278 t. Der Antrieb bestand aus zwei Dieselmotoren des Typs 6KVD-43Au, die auf die Außenwellen wirkten. Die Mittelwelle wurde von einem sowjetischen Dieselmotor des Typs D 40 angetrieben. Für die U-Jagd waren vier RBU-1200, vier Einzelwerfer und zwei Ablaufbühnen für jeweils sechs Wasserbomben installiert. Als Artillerie sind mehrere Systeme erprobt worden. Das Schiff wurde am 26. November 1963 in Dienst gestellt und nach Abschluss der Erprobungen für die Schulbootabteilung eingesetzt. Die Außerdienststellung erfolgte am 2. November 1970.
Projekt 12.3 (Hai II)
Das zweite Vorserienschiff war 51,7 m lang und verdrängte 316 t. Für den Antrieb der Außenwellen kam erstmals eine Gasturbinenanlage zum Einsatz. Das für die Luftfahrt entwickelte Strahltriebwerk Pirna 014 erzeugte die Energie für zwei Nutzgasturbinen, die mit jeweils 3677 kW auf zwei Verstellpropeller wirkten. Diese Gasturbinenkonfiguration wurde als Pirna 051/1 bezeichnet und kam nur bei hohen Fahrstufen in der U-Boot-Jagd zum Einsatz. Für die Marschfahrt wurde die Mittelwelle wieder von einem Dieselmotor des Typs D 40 angetrieben. Die U-Jagd-Bewaffnung bestand aus vier RBU-1200 und zwei Ablaufbühnen für jeweils zehn Wasserbomben. Als Flugabwehrkanone waren zwei 2M-3 installiert. Der Öffentlichkeit wurde das Schiff am 7. Oktober 1964 bei einer Flottenparade vorgestellt. Als Versuchsschiff blieb es bis zum 21. April 1983 im Dienst.

## Hai-III-Klasse
Die gewonnenen Erfahrungen und Erkenntnisse mit den Vorserienschiffen führten zum verbesserten Projekt 12.4 und zum Serienbau beim VEB Peenewerft Wolgast. Der Decksaufbau wurde nach der Ablieferung noch mehrmals modifiziert, insbesondere der Abgasschacht für die Gasturbine und der Vierbeinmast für das Feuerleitradar.
Die Antriebsanlage war identisch mit dem Projekt 12.3, ebenso die U-Jagd-Bewaffnung. Die Artillerie bestand aus zwei vollautomatischen AK-230 mit dem PUS M-104 „Rys“ (NATO-Code Drum Tilt) als Feuerleitradar. Als Sensoren waren ein Radar vom Typ Reja (NATO-Code Pot Head), ein Sonar des Typs KLA-58 sowie Anlagen zur Freund-Feind-Erkennung installiert.
Die Schiffe wurden nach Kreisstädten der drei Nordbezirke benannt und waren bei der 1. Flottille und der 4. Flottille stationiert. Die Schiffskennungen wurden im Laufe der Dienstzeit mehrmals geändert. Ab 1981 wurde die Hai-III-Klasse durch Neubauten des Projekts 133.1 ersetzt.
Einheiten
| Projekt-Nr. | Name              | Indienststellung | Außerdienststellung |
| ----------- | ----------------- | ---------------- | ------------------- |
| 12.401      | Grevesmühlen      | 5. Juli 1965     | 21. Oktober 1983    |
| 12.402      | Gadebusch         | 5. Juli 1965     | 2. August 1983      |
| 12.403      | Wismar            | 5. Juli 1965     | 2. Mai 1980         |
| 12.404      | Sternberg         | 5. Juli 1965     | 28. Februar 1984    |
| 12.405      | Parchim           | 5. Juli 1965     | 31. Oktober 1980    |
| 12.406      | Ludwigslust       | 1. Dezember 1965 | 1. November 1982    |
| 12.407      | Perleberg         | 8. Januar 1966   | 3. April 1981       |
| 12.408      | Bad Doberan       | 8. Januar 1966   | 29. Dezember 1981   |
| 12.409      | Bützow            | 4. November 1966 | 10. Juli 1981       |
| 12.410      | Lübz              | 4. November 1966 | 8. Oktober 1981     |
| 12.411      | Ribnitz-Damgarten | 4. November 1966 | 15. Juni 1983       |
| 12.412      | Teterow           | 4. November 1966 | 10. Januar 1983     |